# Joseph Paul Gaimard

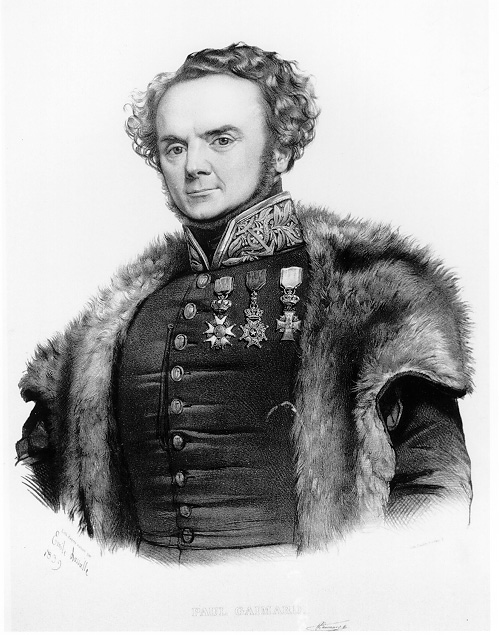
Joseph Paul Gaimard

Joseph Paul Gaimard (ur. 31 stycznia 1796 w St. Zacharie w Prowansji, zm. 10 grudnia 1858) – francuski lekarz na służbie Francuskiej Marynarki Wojennej, zoolog, badacz fauny w obszarze południowego Pacyfiku.
Na początku swej kariery w marynarce otrzymał przydział jako asystent lekarza pokładowego na statku Uranie, który pod dowództwem Louisa de Freycineta udawał się w 1817 na Morza Południowe z zamiarem opłynięcia globu ziemskiego. W czasie tej podróży współpracował z zoologiem Jeanem René Constant Quoyem podczas jego badań fauny lądowej i morskiej. W czasie podróży z Tulonu do Kapsztadu dostał do zbadania kilka schwytanych albatrosów celem oceny, czym żywią się te wędrowne ptaki. W Zatoce Rekina w zachodniej Australii dostał do badań kilka okazów tamtejszych torbaczy, w tym szczura workowatego i jamraja. Na wyspach u wejścia do zatoki wraz z Quoyem schwytał pasiastego kangura i kilka gatunków papug.
W dalszej podróży, podczas badań na wyspie Boni w Molukach i na wyspie Tinian w archipelagu Marianów, Gaimard natknął się na kilka gatunków nieznanych dotąd nauce kuraków, które nazwał megapodami. W tej samej podróży skatalogował wiele gatunków ptaków na Hawajach. Towarzyszył mu przy tym farmaceuta i zoolog Charles Gaudichaud-Beaupré.
Po powrocie do Europy Gaimard odwiedził, w początku lat 20. XIX w., zespół naukowców Marynarki Wojennej Holandii, a także zoologów pracujących dla Royal Navy, nabywając w tych kontaktach sporego doświadczenia.
W 1826 wyruszył w swoją drugą wielką podróż morską, tym razem na pokładzie l’Astrolabe dowodzonej przez Jules’a Dumont d’Urville’a. I tym razem współpracował z Quoyem. Na trasie trzyletniej wyprawy znalazła się Nowa Gwinea, gdzie powiększył swą kolekcję o miniaturowego kangura. W Nowej Zelandii zajął się badaniem fauny morskiej odkrywając endemiczny gatunek delfina.
W listopadzie 1828, gdy l’Astrolabe zmierzała już przez Ocean Indyjski w stronę Europy, Gaimard poważnie zachorował na szkorbut, z którego to powodu wysadzono go na francuskiej wyspie Bourbon (ówczesna nazwa Reunion). Po kilku tygodniach, gdy wrócił do zdrowia, wsiadł na francuski statek, który w marcu 1829 dowiózł go bezpiecznie do Marsylii.
Na początku lat trzydziestych XIX wieku poświęcił się wyłącznie medycynie. Na zlecenie Akademii Nauk studiował (i leczył) epidemię cholery we wschodniej i środkowej Europie. Do prac badawczych wrócił w latach 1835–1836 na Grenlandii, gdzie udał się na pokładzie statku Recherche. Pod koniec tej wyprawy został mianowany prezesem Komisji Naukowej do spraw Islandii i przez następne kilka lat podejmował ekspedycje do Skandynawii. W 1839 stanął na czele francuskiego zespołu przygotowującego przyszłą eksplorację Arktyki i Antarktydy. Jego sprawozdania z wyjazdów do Islandii, Szwecji i na Spitsbergen zostały opublikowane w latach 1844 i 1847.
Joseph Paul Gaimard wziął udział w dwóch największych francuskich ekspedycjach badawczych podjętych w pierwszej połowie XIX wieku. Przywiezione przez niego i Quoya okazy fauny stworzyły podstawy kolekcji Muzeum Historii Naturalnej w Paryżu.

## Główne prace
- Flore des îles Malouines (Flora wysp Malwiny)
- Mémoire sur les Cycadées (Rozprawa o cykadach)
- Voyage de l'Uranie (Podróż na Uranii)
- Lettre sur l'organographie et la physiologie, addressed to Monsieur de Mirbel, in Archives de Botanique, T. II, 1833 (List nt. oceanografii i fizjologii)
- Recherches générales sur l'organographie (Ogólne badania oceanograficzne)
- Mémoire sur le Cissus hydrophora (Opracowanie nt. Cissus hydrophora)
- Voyage Autour du Monde Executé pendant les années 1836 et 1837 sur la corvette La Bonite (Podróż na Bonitéa)
- Notes relatives à l'organographie et à la physiologie des végétaux monocotylés